# Corneliu Dragalina
Corneliu Dragalina, romunski general, * 1887, † 1949.